# Kościół św. Andrzeja Apostoła w Golinie
Kościół świętego Andrzeja Apostoła w Golinie – rzymskokatolicki kościół parafialny należący do parafii pod tym samym wezwaniem (dekanat Jarocin diecezji kaliskiej).
Jest to świątynia wzniesiona w 2 połowie XVII wieku. Restaurowana była w latach 1726–46 dzięki staraniom Przyjemskich – wzmocniona została wówczas konstrukcją szkieletową. W latach 1866, 1935 a także w latach 60. XX wieku kościół był odnawiany. W świątyni jest umieszczony obraz Matki Bożej Golińskiej, który jest celem pielgrzymek wiernych. W latach 1999–2000 została dobudowana boczna kaplica. Kościół był gruntownie remontowany w latach 2010–12 (m.in. została przebudowana kaplica).

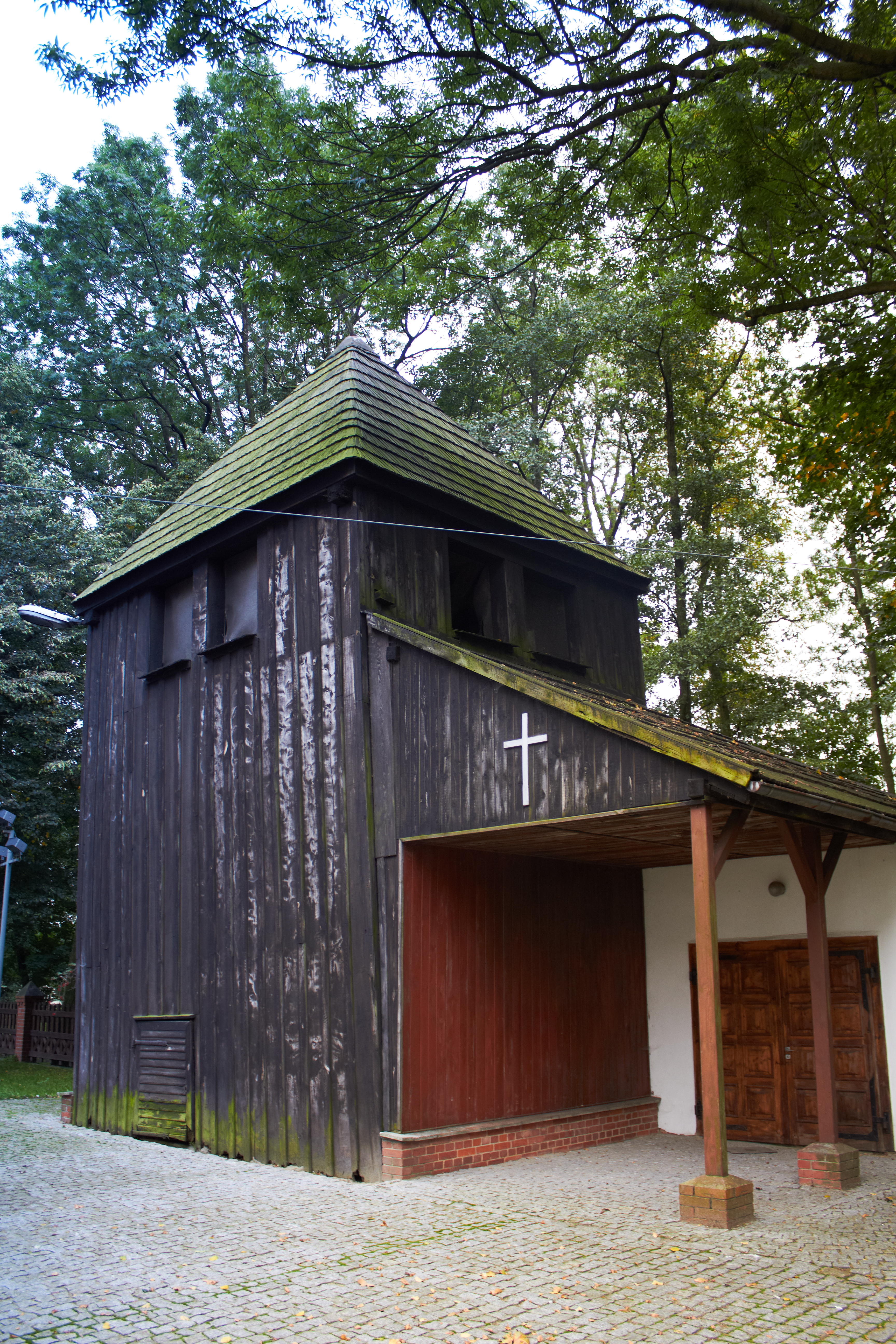
Dzwonnica

Budowla jest drewniana, jednonawowa, posiada konstrukcję zrębową. Dwie ściany są wzmocnione konstrukcją szkieletową i otynkowane. Świątynia jest orientowana, do jej budowy użyto drewna dębowego. Prezbiterium jest mniejsze w stosunku do nawy, zamknięte jest prostokątnie, z boku znajduje się zakrystia. Z przodu nawy jest umieszczona kruchta. Budowlę nakrywa dach dwukalenicowy, pokryty gontem, na dachu znajduje się sześcioboczna wieżyczka na sygnaturkę. Jest ona zwieńczona cebulastym blaszanym dachem hełmowym z latarnią, krzyżem i chorągiewką z datą „1866”. Wnętrze nakrywają: pozorne sklepienie kolebkowe w prezbiterium, natomiast nawę nakrywa płaski strop belkowy. Chór muzyczny jest podparty dwoma kolumnami, posiada falistą linię parapetu, umieszczony jest na nim prospekt organowy. Polichromia w stylu barokowym, przedstawiająca wizerunki świętych, jest umieszczona na stropie prezbiterium i została wykonana w 1935 roku przez Wiktora Gosienieckiego. Ołtarz główny w stylu barokowym powstał na początku XVIII wieku. Dwa ołtarze boczne w stylu barokowym powstały około połowy XVII wieku. Ambona w stylu barokowym datowana na około 1700 rok, jest podparta rzeźbą Świętego Jonasza. Rzeźba Chrystusa Frasobliwego w stylu późnogotyckim powstała w XVI wieku.